# João Moutinho
João Filipe Víctor Iría Santos Moutinho Lagullón, noto semplicemente come João Moutinho (Portimão, 8 settembre 1986), è un calciatore portoghese, centrocampista del Braga. Con la nazionale portoghese è diventato campione d'Europa nel 2016 e ha vinto la UEFA Nations League 2018-2019, è fratello di Sebastião Moutinho.
Considerato uno dei migliori giocatori portoghesi della sua generazione, nella sua carriera con i club ha vestito le maglie di Sporting Lisbona, Porto, Monaco, Wolverhampton e Braga vincendo tre campionati portoghesi, tre Coppe del Portogallo, quattro Supercoppe di Portogallo, un campionato francese, una Coppa di Lega portoghese e una UEFA Europa League. Con la nazionale portoghese, di cui è il secondo giocatore per presenze all-time alle spalle di Cristiano Ronaldo, ha partecipato a due campionati del mondo (2014 e 2018), a quattro campionati d'Europa (2008, 2012, 2016 e 2020) – vincendo quello del 2016, primo titolo ottenuto dal Portogallo –, a una Confederations Cup (2017) e alla fase finale di una Nations League (2018-2019) – vincendo anche quest'ultima. Rientra inoltre nella ristretta cerchia dei calciatori con almeno 1000 presenze.

## Caratteristiche tecniche
È un centrocampista centrale ambidestro dotato di un'eccellente visione di gioco, abile a battere i calci piazzati e dalle notevoli qualità tecniche; tra le sue migliori qualità rientrano il controllo del pallone, la notevole precisione nei passaggi e l'abilità nel lancio lungo, sia ad aprire il campo che in profondità. Sebbene sia un giocatore offensivo, è poco avvezzo sia al goal che all'assist prediligendo invece la prima costruzione della manovra ed è in grado di farsi valere in fase difensiva grazie ad una notevole intelligenza tattica, arma con cui sopperisce ad una non elevata mobilità. Tra i suoi difetti si annovera la resistenza alla fatica: per questo durante il vittorioso europeo del 2016 e nella stagione culminata con la vittoria della Ligue 1 2016-2017 è stato usato dai suoi allenatori Fernando Santos e Leonardo Jardim principalmente come arma tattica a gara in corso.
Predilige il ruolo di interno con compiti di regia in un centrocampo a due, ma può ricoprire anche il ruolo di regista o mezzala in un centrocampo a tre.
È un ottimo battitore di calci piazzati.

## Carriera

### Club

#### Sporting Lisbona

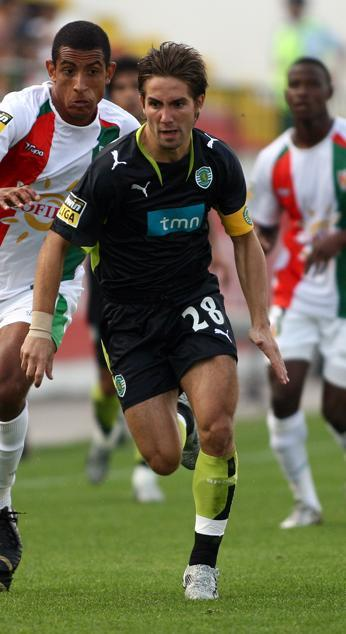
Moutinho con la fascia di capitano dello Sporting nel 2007

Cresciuto nelle giovanili dello Sporting Lisbona, entra in prima squadra nel 2004, ne diventa capitano nel 2007, e colleziona in 6 anni (tra campionato e coppe) 249 presenze e 31 gol.
Con lo Sporting vince due Coppe di Portogallo (2006-2007 e 2007-2008) e due Supercoppe di Portogallo (2007 e 2008).

#### Porto
Il 5 luglio 2010 si trasferisce al Porto per 11 milioni di euro, firmando un contratto quinquennale; in cambio allo Sporting è andato il difensore centrale Nuno Coelho.

L'esordio arriva il 14 agosto seguente contro il Naval, partita terminata 1-0 per il Porto. Con 3 dei suoi 6 assist totali riesce a far vincere la sua squadra contro il Rio Ave (1-0), il Portimonense (2-3) e contro la sua ex squadra, lo Sporting Lisbona. A fine anno vince il suo primo campionato e la sua prima Europa League.

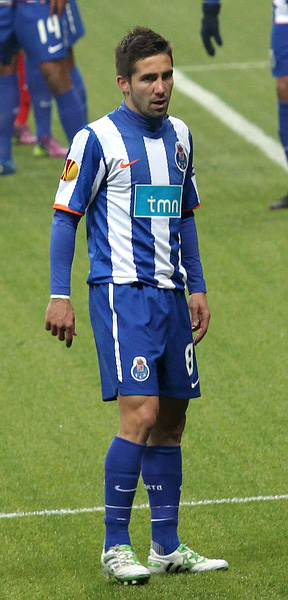
Moutinho con la maglia del Porto nel 2011

Il nuovo anno inizia con la sconfitta del Porto in Supercoppa europea contro il Barcellona per 2-0. L'esordio nel campionato 2011-12 avviene nella prima giornata, contro il Guimarães, vincendo 1-0. L'esordio in Champions League avviene il 13 settembre 2011, contro lo Šachtar (partita vinta 2-1). Fa il suo primo gol stagionale nel match, vinto 3-0, contro il Setúbal. A fine anno il Porto si qualifica al 1º posto in campionato e vince la sua seconda Supercoppa portoghese.
Il suo 3º anno con il Porto comincia con un pareggio per 1-1 contro Gil Vicente. Segna il suo primo gol stagionale contro il Coimbra, dando il contributo finale per la vittoria (2-1). La sua prima rete con il Porto in Champions arriva contro la Dinamo Zagabria, facendo anche 2 assist e permettendo, in maggioranza, la vittoria per 3-0. Invece nella Taça da Liga gioca 2 partite, segnando 2 gol, rispettivamente contro l'Estoril Praia (2-2) e contro il Setúbal (vinta 1-0).
Ricapitolando, con il Porto di André Villas-Boas vince subito la Supercoppa di Portogallo, poi, fa il treble vincendo Campionato, Coppa di Portogallo e Europa League. Con il nuovo tecnico Vítor Pereira, rivince la Supercoppa di Portogallo, ma deve arrendersi al Barcellona nella sfida di Supercoppa europea.

#### Monaco

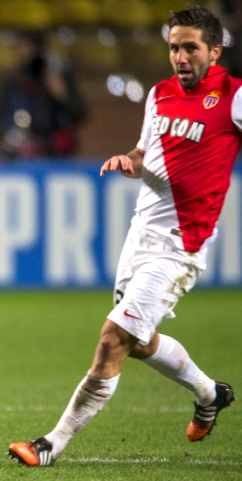
Moutinho con la maglia del Monaco nel 2014

Il 24 maggio 2013, il Monaco ne ufficializza l'acquisto insieme al compagno di squadra James Rodríguez. Complessivamente il cartellino di entrambi è costato alla squadra francese 70 milioni di euro. Anche se nelle prime 3 partite rimane in panchina, riesce a conquistare il posto da titolare, difatti esordisce da titolare nella partita contro il Marsiglia (vinta 2-1), uscendo al 90', realizzando anche l'assist della vittoria. Segna il suo primo gol in maglia biancorossa il 29 settembre seguente, contro il Reims (partita finita 1-1). Il campionato viene chiuso al 2º posto (80 punti), a 9 punti dal PSG.
La sua seconda stagione con il club monegasco inizia male, infatti perde le prime due partite di campionato, la prima contro il Lorient per 1-2 allo Stade Louis II, e l'altra per 4-1 contro il Bordeaux allo Stadio Chaban-Delmas. Inizia con tre punti la sua avventura in Champions League, con un 1-0 contro il Bayer Leverkusen allo Stade Louis II. Decide l'incontro proprio il centrocampista portoghese, che, con l'assist di testa di Dimităr Berbatov, mette a segno il suo primo gol nella massima competizione europea con la maglia del club di Monaco. Perno inamovibile della squadra monegasca, il portoghese fornisce ottime prestazioni coronate con il gol alla 10ª giornata contro l'Evian su calcio di rigore e contro il Caen entrambi allo Stadio Louis II.

#### Wolverhampton
Il 24 luglio 2018 passa agli inglesi del Wolverhampton.
Il 2 giugno 2023 viene annunciato che non avrebbe rinnovato il suo contratto in scadenza.

#### Braga
Il 25 agosto 2023 fa ritorno in patria dopo 10 anni in patria nel Braga.

### Nazionale
Dal 2005 al 2007 ha fatto parte della nazionale Under-21, e successivamente entra a far parte di quella maggiore.

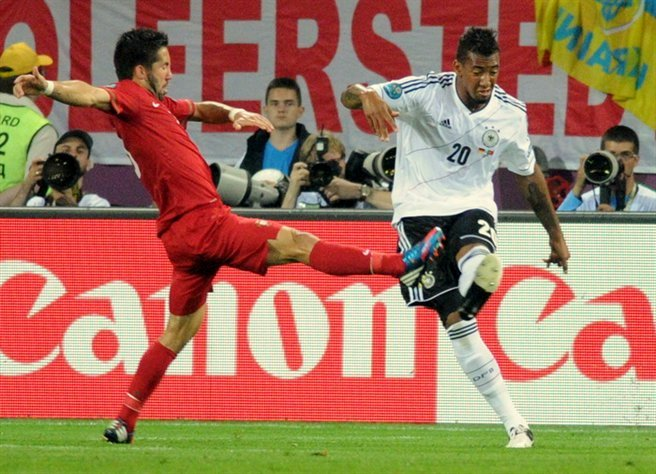
Moutinho in un contrasto con Jérôme Boateng ad Euro 2012

L'esordio con il Portogallo avviene il 17 agosto 2005 contro l'Egitto (match vinto 2-0).
Partecipa all'Europeo 2008, ma non viene selezionato al Mondiale 2010.
Fa parte della lista dei 23 convocati per l'Europeo 2012. Gioca titolare nelle amichevoli pre-competizione contro la Polonia, la Macedonia, la Turchia, e poi nelle 5 partite di Euro 2012, in cui il Portogallo viene eliminato nella semifinale contro la Spagna, perdendo 4-2 ai calci di rigore, con Moutinho che ha sbagliato il suo tiro dal dischetto.
Moutinho, inoltre, disputa i play-off per partecipare al Mondiale di Brasile 2014, dove sfida la Svezia di Zlatan Ibrahimović. L'andata, in casa, viene vinta per 1-0, il ritorno, in Svezia, lo vede giocare da protagonista, facendo due assist, trasformati da Cristiano Ronaldo (match vinto 3-2). Il Portogallo ottiene così l'accesso al mondiale brasiliano.
Viene convocato per gli Europei 2016 in Francia. Il 10 luglio si laurea campione d'Europa dopo la vittoria in finale sulla Francia padrona di casa per 1-0, ottenuta grazie al goal decisivo di Éder durante i tempi supplementari.
Convocato per la Confederations Cup 2017 in Russia, in occasione della sfida contro la Nuova Zelanda del 24 giugno, valevole per la fase a gironi, raggiunge quota 100 presenze con il Portogallo.
Viene poi chiamato per i Mondiali 2018 giocati in Russia.
Il 14 novembre 2020 raggiunge quota 128 presenze in nazionale, sorpassando Figo e diventando il secondo calciatore più presente nella storia della selezione lusitana.

## Statistiche

### Presenze e reti nei club
Statistiche aggiornate al  25 luglio 2025.
| Stagione                | Squadra                 | Campionato              | Campionato | Campionato | Coppe nazionali | Coppe nazionali | Coppe nazionali | Coppe continentali | Coppe continentali | Coppe continentali | Altre coppe | Altre coppe | Altre coppe | Totale | Totale |
| Stagione                | Squadra                 | Comp                    | Pres       | Reti       | Comp            | Pres            | Reti            | Comp               | Pres               | Reti               | Comp        | Pres        | Reti        | Pres   | Reti   |
| ----------------------- | ----------------------- | ----------------------- | ---------- | ---------- | --------------- | --------------- | --------------- | ------------------ | ------------------ | ------------------ | ----------- | ----------- | ----------- | ------ | ------ |
| 2003-2004               | Sporting Lisbona B      | SD                      | 30         | 1          | -               | -               | -               | -                  | -                  | -                  | -           | -           | -           | 30     | 1      |
| 2004-2005               | Sporting Lisbona        | PL                      | 15         | 0          | CP              | 2               | 0               | CU                 | 9                  | 0                  | -           | -           | -           | 26     | 0      |
| 2005-2006               | Sporting Lisbona        | PL                      | 34         | 4          | CP              | 5               | 1               | UCL+CU             | 2+2                | 0                  | -           | -           | -           | 43     | 5      |
| 2006-2007               | Sporting Lisbona        | PL                      | 29         | 4          | CP              | 6               | 3               | UCL                | 6                  | 0                  | -           | -           | -           | 41     | 7      |
| 2007-2008               | Sporting Lisbona        | PL                      | 30         | 5          | CP+CdL          | 6+7             | 1+0             | UCL+CU             | 6+6                | 1+0                | SP          | 1           | 0           | 56     | 7      |
| 2008-2009               | Sporting Lisbona        | PL                      | 27         | 3          | CP+CdL          | 2+5             | 0               | UCL                | 8                  | 1                  | SP          | 1           | 0           | 43     | 4      |
| 2009-2010               | Sporting Lisbona        | PL                      | 28         | 5          | CP+CdL          | 4+4             | 2+0             | UCL+UEL            | 4+10               | 1+1                | -           | -           | -           | 50     | 9      |
| Totale Sporting Lisbona | Totale Sporting Lisbona | Totale Sporting Lisbona | 163        | 21         |                 | 41              | 7               |                    | 53                 | 4                  |             | 2           | 0           | 259    | 32     |
| 2010-2011               | Porto                   | PL                      | 27         | 0          | CP+CdL          | 5+3             | 2+0             | UEL                | 17                 | 0                  | SP          | 1           | 0           | 53     | 2      |
| 2011-2012               | Porto                   | PL                      | 29         | 3          | CP+CdL          | 1+4             | 0               | UCL+UEL            | 6+2                | 0                  | SP+SU       | 1+1         | 0           | 44     | 3      |
| 2012-2013               | Porto                   | PL                      | 27         | 1          | CP+CdL          | 2+5             | 0+2             | UCL                | 8                  | 2                  | SP          | 1           | 0           | 43     | 5      |
| Totale Porto            | Totale Porto            | Totale Porto            | 83         | 4          |                 | 20              | 4               |                    | 33                 | 2                  |             | 4           | 0           | 140    | 10     |
| 2013-2014               | Monaco                  | L1                      | 31         | 1          | CF+CdL          | 3+0             | 0               | -                  | -                  | -                  | -           | -           | -           | 34     | 1      |
| 2014-2015               | Monaco                  | L1                      | 37         | 4          | CF+CdL          | 3+2             | 0               | UCL                | 10                 | 1                  | -           | -           | -           | 52     | 5      |
| 2015-2016               | Monaco                  | L1                      | 26         | 1          | CF+CdL          | 3+0             | 0               | UCL+UEL            | 2+6                | 0                  | -           | -           | -           | 37     | 1      |
| 2016-2017               | Monaco                  | L1                      | 31         | 2          | CF+CdL          | 4+4             | 0+1             | UCL                | 13                 | 0                  | -           | -           | -           | 52     | 3      |
| 2017-2018               | Monaco                  | L1                      | 33         | 1          | CF+CdL          | 1+4             | 0               | UCL                | 6                  | 0                  | SF          | 0           | 0           | 44     | 1      |
| Totale Monaco           | Totale Monaco           | Totale Monaco           | 158        | 9          |                 | 14+10           | 0+1             |                    | 37                 | 1                  |             | 0           | 0           | 219    | 11     |
| 2018-2019               | Wolverhampton           | PL                      | 38         | 1          | FACup+CdL       | 6+0             | -               | -                  | -                  | -                  | -           | -           | -           | 44     | 1      |
| 2019-2020               | Wolverhampton           | PL                      | 38         | 1          | FACup+CdL       | 2+0             | 0               | UEL                | 17                 | 0                  | -           | -           | -           | 57     | 1      |
| 2020-2021               | Wolverhampton           | PL                      | 33         | 1          | FACup+CdL       | 3+0             | 0               | -                  | -                  | -                  | -           | -           | -           | 36     | 1      |
| 2021-2022               | Wolverhampton           | PL                      | 35         | 2          | FACup+CdL       | 2+2             | 0               | -                  | -                  | -                  | -           | -           | -           | 39     | 2      |
| 2022-2023               | Wolverhampton           | PL                      | 31         | 0          | FACup+CdL       | 1+4             | 0               | -                  | -                  | -                  | -           | -           | -           | 36     | 0      |
| Totale Wolverhampton    | Totale Wolverhampton    | Totale Wolverhampton    | 175        | 5          |                 | 14+6            | 0               |                    | 17                 | 0                  |             | -           | -           | 212    | 5      |
| 2023-2024               | Braga                   | PL                      | 30         | 1          | CP+CdL          | 3+4             | 0+1             | UCL+UEL            | 5+2                | 0+1                |             | -           | -           | 44     | 3      |
| 2024-2025               | Braga                   | PL                      | 22         | 1          | CP+CdL          | 4+1             | 1+0             | UEL                | 6+3                | 0                  |             | -           | -           | 36     | 2      |
| Totale Braga            | Totale Braga            | Totale Braga            | 52         | 2          |                 | 7+5             | 1+1             |                    | 16                 | 1                  |             | -           | -           | 80     | 5      |
| Totale carriera         | Totale carriera         | Totale carriera         | 661        | 42         |                 | 117             | 14              |                    | 156                | 8                  |             | 6           | 0           | 940    | 64     |

### Cronologia presenze e reti in nazionale
| Cronologia completa delle presenze e delle reti in nazionale ― Portogallo | Cronologia completa delle presenze e delle reti in nazionale ― Portogallo | Cronologia completa delle presenze e delle reti in nazionale ― Portogallo | Cronologia completa delle presenze e delle reti in nazionale ― Portogallo | Cronologia completa delle presenze e delle reti in nazionale ― Portogallo | Cronologia completa delle presenze e delle reti in nazionale ― Portogallo | Cronologia completa delle presenze e delle reti in nazionale ― Portogallo | Cronologia completa delle presenze e delle reti in nazionale ― Portogallo |
| Data                                                                      | Città                                                                     | In casa                                                                   | Risultato                                                                 | Ospiti                                                                    | Competizione                                                              | Reti                                                                      | Note                                                                      |
| ------------------------------------------------------------------------- | ------------------------------------------------------------------------- | ------------------------------------------------------------------------- | ------------------------------------------------------------------------- | ------------------------------------------------------------------------- | ------------------------------------------------------------------------- | ------------------------------------------------------------------------- | ------------------------------------------------------------------------- |
| 17-8-2005                                                                 | Ponta Delgada                                                             | Portogallo                                                                | 2 – 0                                                                     | Egitto                                                                    | Amichevole                                                                | -                                                                         | 46’                                                                       |
| 3-9-2005                                                                  | Faro                                                                      | Portogallo                                                                | 6 – 0                                                                     | Lussemburgo                                                               | Qual. Mondiali 2006                                                       | -                                                                         | 46’                                                                       |
| 7-9-2005                                                                  | Mosca                                                                     | Russia                                                                    | 0 – 0                                                                     | Portogallo                                                                | Qual. Mondiali 2006                                                       | -                                                                         | 85’                                                                       |
| 1-9-2006                                                                  | Copenaghen                                                                | Danimarca                                                                 | 4 – 2                                                                     | Portogallo                                                                | Amichevole                                                                | -                                                                         | 46’                                                                       |
| 6-9-2006                                                                  | Helsinki                                                                  | Finlandia                                                                 | 1 – 1                                                                     | Portogallo                                                                | Qual. Euro 2008                                                           | -                                                                         | 75’                                                                       |
| 6-2-2007                                                                  | Londra                                                                    | Portogallo                                                                | 2 – 0                                                                     | Brasile                                                                   | Amichevole                                                                | -                                                                         | 67’                                                                       |
| 24-3-2007                                                                 | Lisbona                                                                   | Portogallo                                                                | 4 – 0                                                                     | Belgio                                                                    | Qual. Euro 2008                                                           | -                                                                         |                                                                           |
| 28-3-2007                                                                 | Belgrado                                                                  | Serbia                                                                    | 1 – 1                                                                     | Portogallo                                                                | Qual. Euro 2008                                                           | -                                                                         |                                                                           |
| 8-9-2007                                                                  | Lisbona                                                                   | Portogallo                                                                | 2 – 2                                                                     | Polonia                                                                   | Qual. Euro 2008                                                           | -                                                                         | 81’                                                                       |
| 12-9-2007                                                                 | Lisbona                                                                   | Portogallo                                                                | 1 – 1                                                                     | Serbia                                                                    | Qual. Euro 2008                                                           | -                                                                         | 77’                                                                       |
| 17-10-2007                                                                | Almaty                                                                    | Kazakistan                                                                | 1 – 2                                                                     | Portogallo                                                                | Qual. Euro 2008                                                           | -                                                                         | 85’                                                                       |
| 26-3-2008                                                                 | Düsseldorf                                                                | Grecia                                                                    | 2 – 1                                                                     | Portogallo                                                                | Amichevole                                                                | -                                                                         | 16’                                                                       |
| 31-5-2008                                                                 | Viseu                                                                     | Portogallo                                                                | 2 – 0                                                                     | Georgia                                                                   | Amichevole                                                                | 1                                                                         | 73’                                                                       |
| 7-6-2008                                                                  | Ginevra                                                                   | Portogallo                                                                | 2 – 0                                                                     | Turchia                                                                   | Euro 2008 - 1º turno                                                      | -                                                                         |                                                                           |
| 11-6-2008                                                                 | Ginevra                                                                   | Rep. Ceca                                                                 | 1 – 3                                                                     | Portogallo                                                                | Euro 2008 - 1º turno                                                      | -                                                                         | 75’                                                                       |
| 15-6-2008                                                                 | Basilea                                                                   | Svizzera                                                                  | 2 – 0                                                                     | Portogallo                                                                | Euro 2008 - 1º turno                                                      | -                                                                         | 71’                                                                       |
| 19-6-2008                                                                 | Basilea                                                                   | Portogallo                                                                | 2 – 3                                                                     | Germania                                                                  | Euro 2008 - Quarti di finale                                              | -                                                                         | 31’                                                                       |
| 6-9-2008                                                                  | Ta' Qali                                                                  | Malta                                                                     | 0 – 4                                                                     | Portogallo                                                                | Qual. Mondiali 2010                                                       | -                                                                         | 75’                                                                       |
| 10-9-2008                                                                 | Lisbona                                                                   | Portogallo                                                                | 2 – 3                                                                     | Danimarca                                                                 | Qual. Mondiali 2010                                                       | -                                                                         | 87’                                                                       |
| 11-10-2008                                                                | Solna                                                                     | Svezia                                                                    | 0 – 0                                                                     | Portogallo                                                                | Qual. Mondiali 2010                                                       | -                                                                         |                                                                           |
| 15-10-2008                                                                | Braga                                                                     | Portogallo                                                                | 0 – 0                                                                     | Albania                                                                   | Qual. Mondiali 2010                                                       | -                                                                         | 55’                                                                       |
| 19-11-2008                                                                | Gama                                                                      | Brasile                                                                   | 6 – 2                                                                     | Portogallo                                                                | Amichevole                                                                | -                                                                         | 67’                                                                       |
| 31-3-2009                                                                 | Losanna                                                                   | Portogallo                                                                | 2 – 0                                                                     | Sudafrica                                                                 | Amichevole                                                                | -                                                                         | 62’                                                                       |
| 12-8-2009                                                                 | Vaduz                                                                     | Liechtenstein                                                             | 0 – 3                                                                     | Portogallo                                                                | Amichevole                                                                | -                                                                         | 54’                                                                       |
| 14-10-2009                                                                | Guimarães                                                                 | Portogallo                                                                | 4 – 0                                                                     | Malta                                                                     | Qual. Mondiali 2010                                                       | -                                                                         | 73’                                                                       |
| 3-3-2010                                                                  | Coimbra                                                                   | Portogallo                                                                | 2 – 0                                                                     | Cina                                                                      | Amichevole                                                                | -                                                                         | 46’                                                                       |
| 3-9-2010                                                                  | Guimarães                                                                 | Portogallo                                                                | 4 – 4                                                                     | Cipro                                                                     | Qual. Euro 2012                                                           | -                                                                         | 79’                                                                       |
| 8-10-2010                                                                 | Porto                                                                     | Portogallo                                                                | 3 – 1                                                                     | Danimarca                                                                 | Qual. Euro 2012                                                           | -                                                                         |                                                                           |
| 12-10-2010                                                                | Reykjavík                                                                 | Islanda                                                                   | 1 – 3                                                                     | Portogallo                                                                | Qual. Euro 2012                                                           | -                                                                         |                                                                           |
| 17-11-2010                                                                | Lisbona                                                                   | Portogallo                                                                | 4 – 0                                                                     | Spagna                                                                    | Amichevole                                                                | -                                                                         |                                                                           |
| 9-2-2011                                                                  | Ginevra                                                                   | Argentina                                                                 | 2 – 1                                                                     | Portogallo                                                                | Amichevole                                                                | -                                                                         |                                                                           |
| 26-3-2011                                                                 | Leiria                                                                    | Portogallo                                                                | 1 – 1                                                                     | Cile                                                                      | Amichevole                                                                | -                                                                         |                                                                           |
| 29-3-2011                                                                 | Aveiro                                                                    | Portogallo                                                                | 2 – 0                                                                     | Finlandia                                                                 | Amichevole                                                                | -                                                                         | 46’ 75’                                                                   |
| 4-6-2011                                                                  | Lisbona                                                                   | Portogallo                                                                | 1 – 0                                                                     | Norvegia                                                                  | Qual. Euro 2012                                                           | -                                                                         |                                                                           |
| 10-8-2011                                                                 | Faro                                                                      | Portogallo                                                                | 5 – 0                                                                     | Lussemburgo                                                               | Amichevole                                                                | -                                                                         | 46’                                                                       |
| 2-9-2011                                                                  | Nicosia                                                                   | Cipro                                                                     | 0 – 4                                                                     | Portogallo                                                                | Qual. Euro 2012                                                           | -                                                                         | 86’                                                                       |
| 7-10-2011                                                                 | Porto                                                                     | Portogallo                                                                | 5 – 3                                                                     | Islanda                                                                   | Qual. Euro 2012                                                           | 1                                                                         |                                                                           |
| 11-10-2011                                                                | Copenaghen                                                                | Danimarca                                                                 | 2 – 1                                                                     | Portogallo                                                                | Qual. Euro 2012                                                           | -                                                                         |                                                                           |
| 11-11-2011                                                                | Zenica                                                                    | Bosnia ed Erzegovina                                                      | 0 – 0                                                                     | Portogallo                                                                | Qual. Euro 2012                                                           | -                                                                         |                                                                           |
| 15-11-2011                                                                | Lisbona                                                                   | Portogallo                                                                | 6 – 2                                                                     | Bosnia ed Erzegovina                                                      | Qual. Euro 2012                                                           | -                                                                         |                                                                           |
| 29-2-2012                                                                 | Varsavia                                                                  | Polonia                                                                   | 0 – 0                                                                     | Portogallo                                                                | Amichevole                                                                | -                                                                         | 46’                                                                       |
| 26-5-2012                                                                 | Leiria                                                                    | Portogallo                                                                | 0 – 0                                                                     | Macedonia                                                                 | Amichevole                                                                | -                                                                         | 46’                                                                       |
| 2-6-2012                                                                  | Lisbona                                                                   | Portogallo                                                                | 1 – 3                                                                     | Turchia                                                                   | Amichevole                                                                | -                                                                         | 66’                                                                       |
| 9-6-2012                                                                  | Leopoli                                                                   | Germania                                                                  | 1 – 0                                                                     | Portogallo                                                                | Euro 2012 - 1º turno                                                      | -                                                                         |                                                                           |
| 13-6-2012                                                                 | Leopoli                                                                   | Danimarca                                                                 | 2 – 3                                                                     | Portogallo                                                                | Euro 2012 - 1º turno                                                      | -                                                                         |                                                                           |
| 17-6-2012                                                                 | Charkiv                                                                   | Portogallo                                                                | 2 – 1                                                                     | Paesi Bassi                                                               | Euro 2012 - 1º turno                                                      | -                                                                         |                                                                           |
| 21-6-2012                                                                 | Varsavia                                                                  | Rep. Ceca                                                                 | 0 – 1                                                                     | Portogallo                                                                | Euro 2012 - Quarti di finale                                              | -                                                                         |                                                                           |
| 27-6-2012                                                                 | Donec'k                                                                   | Portogallo                                                                | 0 – 0 dts (2 – 4 dtr)                                                     | Spagna                                                                    | Euro 2012 - Semifinale                                                    | -                                                                         |                                                                           |
| 15-8-2012                                                                 | Faro                                                                      | Portogallo                                                                | 2 – 0                                                                     | Panama                                                                    | Amichevole                                                                | -                                                                         | 72’                                                                       |
| 7-9-2012                                                                  | Lussemburgo                                                               | Lussemburgo                                                               | 1 – 2                                                                     | Portogallo                                                                | Qual. Mondiali 2014                                                       | -                                                                         |                                                                           |
| 11-9-2012                                                                 | Braga                                                                     | Portogallo                                                                | 3 – 0                                                                     | Azerbaigian                                                               | Qual. Mondiali 2014                                                       | -                                                                         |                                                                           |
| 12-10-2012                                                                | Mosca                                                                     | Russia                                                                    | 1 – 0                                                                     | Portogallo                                                                | Qual. Mondiali 2014                                                       | -                                                                         |                                                                           |
| 16-10-2012                                                                | Porto                                                                     | Portogallo                                                                | 1 – 1                                                                     | Irlanda del Nord                                                          | Qual. Mondiali 2014                                                       | -                                                                         |                                                                           |
| 14-11-2012                                                                | Libreville                                                                | Gabon                                                                     | 2 – 2                                                                     | Portogallo                                                                | Amichevole                                                                | -                                                                         | 74’                                                                       |
| 6-2-2013                                                                  | Guimarães                                                                 | Portogallo                                                                | 2 – 3                                                                     | Ecuador                                                                   | Amichevole                                                                | -                                                                         |                                                                           |
| 22-3-2013                                                                 | Tel Aviv                                                                  | Israele                                                                   | 3 – 3                                                                     | Portogallo                                                                | Qual. Mondiali 2014                                                       | -                                                                         |                                                                           |
| 26-3-2013                                                                 | Baku                                                                      | Azerbaigian                                                               | 0 – 2                                                                     | Portogallo                                                                | Qual. Mondiali 2014                                                       | -                                                                         |                                                                           |
| 7-6-2013                                                                  | Lisbona                                                                   | Portogallo                                                                | 1 – 0                                                                     | Russia                                                                    | Qual. Mondiali 2014                                                       | -                                                                         |                                                                           |
| 10-6-2013                                                                 | Ginevra                                                                   | Croazia                                                                   | 0 – 1                                                                     | Portogallo                                                                | Amichevole                                                                | -                                                                         | 83’                                                                       |
| 6-9-2013                                                                  | Belfast                                                                   | Irlanda del Nord                                                          | 2 – 4                                                                     | Portogallo                                                                | Qual. Mondiali 2014                                                       | -                                                                         |                                                                           |
| 10-9-2013                                                                 | Foxborough                                                                | Brasile                                                                   | 3 – 1                                                                     | Portogallo                                                                | Amichevole                                                                | -                                                                         | 60’                                                                       |
| 11-10-2013                                                                | Lisbona                                                                   | Portogallo                                                                | 1 – 1                                                                     | Israele                                                                   | Qual. Mondiali 2014                                                       | -                                                                         |                                                                           |
| 15-10-2013                                                                | Coimbra                                                                   | Portogallo                                                                | 3 – 0                                                                     | Lussemburgo                                                               | Qual. Mondiali 2014                                                       | -                                                                         |                                                                           |
| 15-11-2013                                                                | Lisbona                                                                   | Portogallo                                                                | 1 – 0                                                                     | Svezia                                                                    | Qual. Mondiali 2014                                                       | -                                                                         |                                                                           |
| 19-11-2013                                                                | Solna                                                                     | Svezia                                                                    | 2 – 3                                                                     | Portogallo                                                                | Qual. Mondiali 2014                                                       | -                                                                         |                                                                           |
| 5-3-2014                                                                  | Leiria                                                                    | Portogallo                                                                | 5 – 1                                                                     | Camerun                                                                   | Amichevole                                                                | -                                                                         |                                                                           |
| 6-6-2014                                                                  | Foxborough                                                                | Messico                                                                   | 0 – 1                                                                     | Portogallo                                                                | Amichevole                                                                | -                                                                         |                                                                           |
| 10-6-2014                                                                 | East Rutherford                                                           | Irlanda                                                                   | 1 – 5                                                                     | Portogallo                                                                | Amichevole                                                                | -                                                                         |                                                                           |
| 16-6-2014                                                                 | Salvador                                                                  | Germania                                                                  | 4 – 0                                                                     | Portogallo                                                                | Mondiali 2014 - 1º turno                                                  | -                                                                         |                                                                           |
| 22-6-2014                                                                 | Manaus                                                                    | Stati Uniti                                                               | 2 – 2                                                                     | Portogallo                                                                | Mondiali 2014 - 1º turno                                                  | -                                                                         |                                                                           |
| 26-6-2014                                                                 | Brasilia                                                                  | Portogallo                                                                | 2 – 1                                                                     | Ghana                                                                     | Mondiali 2014 - 1º turno                                                  | -                                                                         | 90+4’                                                                     |
| 7-9-2014                                                                  | Aveiro                                                                    | Portogallo                                                                | 0 – 1                                                                     | Albania                                                                   | Qual. Euro 2016                                                           | -                                                                         |                                                                           |
| 11-10-2014                                                                | Saint-Denis                                                               | Francia                                                                   | 2 – 1                                                                     | Portogallo                                                                | Amichevole                                                                | -                                                                         |                                                                           |
| 14-10-2014                                                                | Copenaghen                                                                | Danimarca                                                                 | 0 – 1                                                                     | Portogallo                                                                | Qual. Euro 2016                                                           | -                                                                         |                                                                           |
| 14-11-2014                                                                | Faro                                                                      | Portogallo                                                                | 1 – 0                                                                     | Armenia                                                                   | Qual. Euro 2016                                                           | -                                                                         | 88’                                                                       |
| 18-11-2014                                                                | Manchester                                                                | Argentina                                                                 | 0 – 1                                                                     | Portogallo                                                                | Amichevole                                                                | -                                                                         | 32’                                                                       |
| 29-3-2015                                                                 | Lisbona                                                                   | Portogallo                                                                | 2 – 1                                                                     | Serbia                                                                    | Qual. Euro 2016                                                           | -                                                                         | 90+2’                                                                     |
| 13-6-2015                                                                 | Erevan                                                                    | Armenia                                                                   | 2 – 3                                                                     | Portogallo                                                                | Qual. Euro 2016                                                           | -                                                                         |                                                                           |
| 16-6-2015                                                                 | Ginevra                                                                   | Italia                                                                    | 0 – 1                                                                     | Portogallo                                                                | Amichevole                                                                | -                                                                         |                                                                           |
| 8-10-2015                                                                 | Braga                                                                     | Portogallo                                                                | 1 – 0                                                                     | Danimarca                                                                 | Qual. Euro 2016                                                           | 1                                                                         | 90+1’                                                                     |
| 11-10-2015                                                                | Belgrado                                                                  | Serbia                                                                    | 1 – 2                                                                     | Portogallo                                                                | Qual. Euro 2016                                                           | 1                                                                         | 70’                                                                       |
| 29-5-2016                                                                 | Porto                                                                     | Portogallo                                                                | 3 – 0                                                                     | Norvegia                                                                  | Amichevole                                                                | -                                                                         | 55’                                                                       |
| 2-6-2016                                                                  | Londra                                                                    | Inghilterra                                                               | 1 – 0                                                                     | Portogallo                                                                | Amichevole                                                                | -                                                                         | 73’                                                                       |
| 8-6-2016                                                                  | Lisbona                                                                   | Portogallo                                                                | 7 – 0                                                                     | Estonia                                                                   | Amichevole                                                                | -                                                                         | 58’                                                                       |
| 14-6-2016                                                                 | Saint-Étienne                                                             | Portogallo                                                                | 1 – 1                                                                     | Islanda                                                                   | Euro 2016 - 1º turno                                                      | -                                                                         | 71’                                                                       |
| 18-6-2016                                                                 | Parigi                                                                    | Portogallo                                                                | 0 – 0                                                                     | Austria                                                                   | Euro 2016 - 1º turno                                                      | -                                                                         | 73’                                                                       |
| 22-6-2016                                                                 | Lione                                                                     | Ungheria                                                                  | 3 – 3                                                                     | Portogallo                                                                | Euro 2016 - 1º turno                                                      | -                                                                         | 46’                                                                       |
| 30-6-2016                                                                 | Marsiglia                                                                 | Polonia                                                                   | 1 – 1                                                                     | Portogallo                                                                | Euro 2016 - Ottavi di finale                                              | -                                                                         | 74’                                                                       |
| 6-7-2016                                                                  | Lione                                                                     | Portogallo                                                                | 2 – 0                                                                     | Galles                                                                    | Euro 2016 - Semifinale                                                    | -                                                                         | 79’                                                                       |
| 10-7-2016                                                                 | Saint-Denis                                                               | Portogallo                                                                | 1 – 0 dts                                                                 | Francia                                                                   | Euro 2016 - Finale                                                        | -                                                                         | 66’                                                                       |
| 1-9-2016                                                                  | Porto                                                                     | Portogallo                                                                | 5 – 0                                                                     | Gibilterra                                                                | Amichevole                                                                | -                                                                         | 62’                                                                       |
| 6-9-2016                                                                  | Basilea                                                                   | Svizzera                                                                  | 2 – 0                                                                     | Portogallo                                                                | Qual. Mondiali 2018                                                       | -                                                                         | 68’                                                                       |
| 7-10-2016                                                                 | Aveiro                                                                    | Portogallo                                                                | 6 – 0                                                                     | Andorra                                                                   | Qual. Mondiali 2018                                                       | -                                                                         |                                                                           |
| 10-10-2016                                                                | Tórshavn                                                                  | Fær Øer                                                                   | 0 – 6                                                                     | Portogallo                                                                | Qual. Mondiali 2018                                                       | 1                                                                         | 81’                                                                       |
| 25-3-2017                                                                 | Lisbona                                                                   | Portogallo                                                                | 3 – 0                                                                     | Ungheria                                                                  | Qual. Mondiali 2018                                                       | -                                                                         | 83’                                                                       |
| 28-3-2017                                                                 | Funchal                                                                   | Portogallo                                                                | 2 – 3                                                                     | Svezia                                                                    | Amichevole                                                                | -                                                                         | 46’                                                                       |
| 3-6-2017                                                                  | Estoril                                                                   | Portogallo                                                                | 4 – 0                                                                     | Cipro                                                                     | Amichevole                                                                | 2                                                                         | 46’                                                                       |
| 9-6-2017                                                                  | Riga                                                                      | Lettonia                                                                  | 0 – 3                                                                     | Portogallo                                                                | Qual. Mondiali 2018                                                       | -                                                                         |                                                                           |
| 18-6-2017                                                                 | Kazan'                                                                    | Portogallo                                                                | 2 – 2                                                                     | Messico                                                                   | Conf. Cup 2017 - 1º turno                                                 | -                                                                         | 58’                                                                       |
| 24-6-2017                                                                 | San Pietroburgo                                                           | Nuova Zelanda                                                             | 0 – 4                                                                     | Portogallo                                                                | Conf. Cup 2017 - 1º turno                                                 | -                                                                         |                                                                           |
| 28-6-2017                                                                 | Kazan'                                                                    | Portogallo                                                                | 0 – 0 dts (0 – 3 dtr)                                                     | Cile                                                                      | Conf. Cup 2017 - Semifinale                                               | -                                                                         | 102’                                                                      |
| 2-7-2017                                                                  | Mosca                                                                     | Portogallo                                                                | 2 – 1                                                                     | Messico                                                                   | Conf. Cup 2017 - Finale 3º posto                                          | -                                                                         | 82’                                                                       |
| 31-8-2017                                                                 | Porto                                                                     | Portogallo                                                                | 5 – 1                                                                     | Fær Øer                                                                   | Qual. Mondiali 2018                                                       | -                                                                         | 73’                                                                       |
| 3-9-2017                                                                  | Budapest                                                                  | Ungheria                                                                  | 0 – 1                                                                     | Portogallo                                                                | Qual. Mondiali 2018                                                       | -                                                                         |                                                                           |
| 10-10-2017                                                                | Lisbona                                                                   | Portogallo                                                                | 2 – 0                                                                     | Svizzera                                                                  | Qual. Mondiali 2018                                                       | -                                                                         | 90’                                                                       |
| 23-3-2018                                                                 | Zurigo                                                                    | Portogallo                                                                | 2 – 1                                                                     | Egitto                                                                    | Amichevole                                                                | -                                                                         | 62’                                                                       |
| 26-3-2018                                                                 | Ginevra                                                                   | Portogallo                                                                | 0 – 3                                                                     | Paesi Bassi                                                               | Amichevole                                                                | -                                                                         | 68’                                                                       |
| 28-5-2018                                                                 | Braga                                                                     | Portogallo                                                                | 2 – 2                                                                     | Tunisia                                                                   | Amichevole                                                                | -                                                                         | 80’                                                                       |
| 2-6-2018                                                                  | Bruxelles                                                                 | Belgio                                                                    | 0 – 0                                                                     | Portogallo                                                                | Amichevole                                                                | -                                                                         | cap. 87’                                                                  |
| 7-6-2018                                                                  | Lisbona                                                                   | Portogallo                                                                | 3 – 0                                                                     | Algeria                                                                   | Amichevole                                                                | -                                                                         | 75’                                                                       |
| 15-6-2018                                                                 | Soči                                                                      | Portogallo                                                                | 3 – 3                                                                     | Spagna                                                                    | Mondiali 2018 - 1º turno                                                  | -                                                                         |                                                                           |
| 20-6-2018                                                                 | Mosca                                                                     | Portogallo                                                                | 1 – 0                                                                     | Marocco                                                                   | Mondiali 2018 - 1º turno                                                  | -                                                                         | 89’                                                                       |
| 25-6-2018                                                                 | Saransk                                                                   | Iran                                                                      | 1 – 1                                                                     | Portogallo                                                                | Mondiali 2018 - 1º turno                                                  | -                                                                         | 84’                                                                       |
| 22-3-2019                                                                 | Lisbona                                                                   | Portogallo                                                                | 0 – 0                                                                     | Ucraina                                                                   | Qual. Euro 2020                                                           | -                                                                         | 87’                                                                       |
| 5-6-2019                                                                  | Porto                                                                     | Portogallo                                                                | 3 – 1                                                                     | Svizzera                                                                  | UEFA Nations League 2018-2019 - Semifinale                                | -                                                                         | 90+1’                                                                     |
| 9-6-2019                                                                  | Porto                                                                     | Portogallo                                                                | 1 – 0                                                                     | Paesi Bassi                                                               | UEFA Nations League 2018-2019 - Finale                                    | -                                                                         | 81’                                                                       |
| 7-9-2019                                                                  | Belgrado                                                                  | Serbia                                                                    | 2 – 4                                                                     | Portogallo                                                                | Qual. Euro 2020                                                           | -                                                                         | 85’                                                                       |
| 11-10-2019                                                                | Lisbona                                                                   | Portogallo                                                                | 3 – 0                                                                     | Lussemburgo                                                               | Qual. Euro 2020                                                           | -                                                                         | 90’                                                                       |
| 14-10-2019                                                                | Kiev                                                                      | Ucraina                                                                   | 2 – 1                                                                     | Portogallo                                                                | Qual. Euro 2020                                                           | -                                                                         | 56’                                                                       |
| 14-11-2019                                                                | Faro                                                                      | Portogallo                                                                | 6 – 0                                                                     | Lituania                                                                  | Qual. Euro 2020                                                           | -                                                                         | 72’                                                                       |
| 17-11-2019                                                                | Lussemburgo                                                               | Lussemburgo                                                               | 0 – 2                                                                     | Portogallo                                                                | Qual. Euro 2020                                                           | -                                                                         | 71’                                                                       |
| 5-9-2020                                                                  | Porto                                                                     | Portogallo                                                                | 4 – 1                                                                     | Croazia                                                                   | UEFA Nations League 2020-2021 - 1º turno                                  | -                                                                         | cap. 81’                                                                  |
| 8-9-2020                                                                  | Stoccolma                                                                 | Svezia                                                                    | 0 – 2                                                                     | Portogallo                                                                | UEFA Nations League 2020-2021 - 1º turno                                  | -                                                                         | 73’                                                                       |
| 7-10-2020                                                                 | Lisbona                                                                   | Portogallo                                                                | 0 – 0                                                                     | Spagna                                                                    | Amichevole                                                                | -                                                                         | 46’                                                                       |
| 11-10-2020                                                                | Saint-Denis                                                               | Francia                                                                   | 0 – 0                                                                     | Portogallo                                                                | UEFA Nations League 2020-2021 - 1º turno                                  | -                                                                         | 88’                                                                       |
| 11-11-2020                                                                | Lisbona                                                                   | Portogallo                                                                | 7 – 0                                                                     | Andorra                                                                   | Amichevole                                                                | -                                                                         | cap. 74’                                                                  |
| 14-11-2020                                                                | Lisbona                                                                   | Portogallo                                                                | 0 – 1                                                                     | Francia                                                                   | UEFA Nations League 2020-2021 - 1º turno                                  | -                                                                         | 72’                                                                       |
| 17-11-2020                                                                | Spalato                                                                   | Croazia                                                                   | 2 – 3                                                                     | Portogallo                                                                | UEFA Nations League 2020-2021 - 1º turno                                  | -                                                                         |                                                                           |
| 24-3-2021                                                                 | Torino                                                                    | Portogallo                                                                | 1 – 0                                                                     | Azerbaigian                                                               | Qual. Mondiali 2022                                                       | -                                                                         | 46’                                                                       |
| 9-6-2021                                                                  | Lisbona                                                                   | Portogallo                                                                | 4 – 0                                                                     | Israele                                                                   | Amichevole                                                                | -                                                                         | 62’                                                                       |
| 15-6-2021                                                                 | Budapest                                                                  | Ungheria                                                                  | 0 – 3                                                                     | Portogallo                                                                | Euro 2020 - 1º turno                                                      | -                                                                         | 89’                                                                       |
| 19-6-2021                                                                 | Monaco di Baviera                                                         | Portogallo                                                                | 2 – 4                                                                     | Germania                                                                  | Euro 2020 - 1º turno                                                      | -                                                                         | 64’                                                                       |
| 23-6-2021                                                                 | Budapest                                                                  | Portogallo                                                                | 2 – 2                                                                     | Francia                                                                   | Euro 2020 - 1º turno                                                      | -                                                                         | 72’                                                                       |
| 27-6-2021                                                                 | Siviglia                                                                  | Belgio                                                                    | 1 – 0                                                                     | Portogallo                                                                | Euro 2020 - Ottavi di finale                                              | -                                                                         | 55’                                                                       |
| 1-9-2021                                                                  | Faro                                                                      | Portogallo                                                                | 2 – 1                                                                     | Irlanda                                                                   | Qual. Mondiali 2022                                                       | -                                                                         | 73’                                                                       |
| 4-9-2021                                                                  | Debrecen                                                                  | Qatar                                                                     | 1 – 3                                                                     | Portogallo                                                                | Amichevole                                                                | -                                                                         | cap. 46’                                                                  |
| 7-9-2021                                                                  | Baku                                                                      | Azerbaigian                                                               | 0 – 3                                                                     | Portogallo                                                                | Qual. Mondiali 2022                                                       | -                                                                         | cap. 78’                                                                  |
| 9-10-2021                                                                 | Faro                                                                      | Portogallo                                                                | 3 – 0                                                                     | Qatar                                                                     | Amichevole                                                                | -                                                                         | 71’                                                                       |
| 12-10-2021                                                                | Faro                                                                      | Portogallo                                                                | 5 – 0                                                                     | Lussemburgo                                                               | Qual. Mondiali 2022                                                       | -                                                                         | 65’                                                                       |
| 14-11-2021                                                                | Lisbona                                                                   | Portogallo                                                                | 1 – 2                                                                     | Serbia                                                                    | Qual. Mondiali 2022                                                       | -                                                                         | 61’ 64’                                                                   |
| 24-3-2022                                                                 | Porto                                                                     | Portogallo                                                                | 3 – 1                                                                     | Turchia                                                                   | Qual. Mondiali 2022                                                       | -                                                                         | 86’ 88’                                                                   |
| 29-3-2022                                                                 | Porto                                                                     | Portogallo                                                                | 2 – 0                                                                     | Macedonia del Nord                                                        | Qual. Mondiali 2022                                                       | -                                                                         | 90+1’                                                                     |
| 2-6-2022                                                                  | Siviglia                                                                  | Spagna                                                                    | 1 – 1                                                                     | Portogallo                                                                | UEFA Nations League 2022-2023 - 1º turno                                  | -                                                                         | Cap. 38’ 46’                                                              |
| 9-6-2022                                                                  | Lisbona                                                                   | Portogallo                                                                | 2 – 0                                                                     | Rep. Ceca                                                                 | UEFA Nations League 2022-2023 - 1º turno                                  | -                                                                         | 88’                                                                       |
| Totale                                                                    |                                                                           | Presenze (2º posto)                                                       | 146                                                                       |                                                                           | Reti                                                                      | 7                                                                         |                                                                           |

## Palmarès

### Club

#### Competizioni nazionali
- Coppa del Portogallo: 3

Sporting: 2006-2007, 2007-2008
Porto: 2010-2011
- Supercoppa di Portogallo: 4

Sporting: 2007, 2008
Porto: 2010, 2011
- Campionato portoghese: 3

Porto: 2010-2011, 2011-2012, 2012-2013
- Campionato francese: 1

Monaco: 2016-2017
- Coppa di Lega portoghese: 1

Braga: 2023-2024

#### Competizioni internazionali
- UEFA Europa League: 1

Porto: 2010-2011

### Nazionale
- Campionato d'Europa: 1

Francia 2016
- UEFA Nations League: 1

2018-2019